# Естемірова Наталія Хусаїнівна
Наталія Хусаїнівна Естемірова (рос. Наталья Хусаиновна Эстемирова, 28 лютого 1958, Камишлов, Свердловська область — 15 липня 2009, Назрановський район, Інгушетія) — російська журналістка та правозахисниця, співробітниця правозахисного центру «Меморіал». Естемірова займалася переважно дослідженням та оприлюдненням фактів викрадень, убивств і тортур на території Чечні, де вона мешкала. Убивство Наталії Естемірової лишається нерозкритим, попри великий суспільний резонанс у Росії та за її кордонами.

## Біографія
Наталія Естемірова народилася 28 лютого 1958 року в місті Камишлов у Свердловській області РРСФСР. Її мати була росіянкою, а батько мав чеченське походження. З 19 років Естемірова жила у Грозному, де навчалася на історичному факультеті Чечено-інгуського державного університету. Після закінчення університету Естемірова лишається у Грозному, де працює шкільним вчителем історії. У 1992 році вперше почала займатися гуманітарною діяльністю — під час осетино-інгуського конфлікту організовувала евакуацію цивільних осіб з Інгушетії.
1998 року Естемірова полишає педагогічну діяльність і переходить на телебачення. Працюючи журналісткою, вона збирає та документує факти порушення прав людини під час першої чеченської війни. Протягом 1998—1999 років відзняла та випустила в ефір 13 телепередач про жертв російської каральної системи, допомагала колишнім ув'язненим російських фільтраційних таборів у Чечні.
З 1999 року Наталія Естемірова співпрацювала з правозахисним центром «Меморіал» та стала головним співробітником організації в Чечні, а потім увійшла до ради правління центру. У той же час вона почала писати для «Нової газети» на чеченську тематику, а після убивства Ганни Політковської 2006 року стає головним оглядачем видання цієї тематики. Через надходження їй погроз протягом деякого часу власні статті Естемірова публікує під псевдонімом. Окрім «Нової газети», Наталія Естемірова була оглядачем сайту «Кавказский узел».
Після публікації в червні 2004 року інтерв'ю Ганни Політковської з Рамзаном Кадировим Естемірова вирішила виїхати за межі Чечні через загрозу власній безпеці. За словами директора російського відділення Human Rights Watch Тетяни Локшиної Естемірова супроводжувала Політковську в тій поїздці, а сам Кадиров різко негативно відзивався про діяльність журналісток, подекуди закликаючи до розправи над ними. Протягом кількох місяців у 2005—2006 роках Наталія Естемірова разом із донькою перебували в Дубліні за програмою реабілітації правозахисників Front Line Defenders.
У лютому 2008 року Естемірова увійшла до складу ради з прав людини Грозного, проте вже в березні її виключили через критику чеченської влади стосовно вимоги до жінок покривати голову у громадських місцях. Після конфлікту з цього приводу з головою Чечні Рамзаном Кадирович Естемірова знову полишає республіку — разом з донькою виїхала до Лондона, проте за півроку повернулася до Грозного.
2009 року Наталія Естемірова стала співавтором доповіді міжнародної правозахисної організації Human Rights Watch щодо ситуації з правами людини у Чечні, зокрема, повідомила про спалення кадирівцями будинків можливих чеченських повстанців. Естемірова збирала факти залякувань, викрадень, тортур та позасудових страт людей на території Чечні та звинувачувала у причетності до них чеченську владу. Зокрема, за тиждень до власної загибелі Естемірова опублікувала інформацію про викрадення чеченськими силовиками 7 липня батька та сина з подальшим публічним розстрілом батька у селі Акхінчу-Борзой.

### Убивство
Уранці 15 липня 2009 року близько 8:30 Наталію Естемірову викрали четверо невідомих біля власного будинку в Грозному та силоміць затягнули до автомобіля «Лада». Правозахисниця лише встигла крикнути свідкам події про те, що її викрадають. Близько 15 години тіло Естемірової з вогнепальним пораненнями у груди і голову виявили в Назрановському районі Інгушетії неподалік від села Газі-Юрт у 100 метрах від автомагістралі «Кавказ».

## Особисте життя
Після смерті Наталії Естемірової сиротою залишилася її донька Лана. За життя Естемірова мала близькі дружні стосунки з іншою оглядачкою чеченської тематики «Нової газети» Ганною Політковською (вбитою 2006 року).

## Нагороди
- Медаль Роберта Шумана (2005)[13]
- Премія імені Анни Політковської (2007)[3]